# Karl Alban Hünermann
Karl Alban Hünermann  (* 9. August 1928 in Opladen (Nordrhein-Westfalen); † 2. Oktober 2009 in Muri AG; Schweiz) war ein deutsch-schweizerischer Wirbeltier-Paläontologe.
Hünermann ging in Köln und Opladen auf das Gymnasium mit dem Abitur 1950. Er studierte zunächst Medizin und besonders Anatomie in Freiburg und ab 1953 Geologie und Paläontologie in Köln, Mainz und Tübingen und wurde 1962 bei Otto Schindewolf in Tübingen promoviert (Die Suidae (Artiodactyla, Mammalia) aus den Dinotheriensanden (Unterpliozän = Pont) Rheinhessens (SW-Deutschland)). 1957 bis 1960 war er Volontär-Assistent im Hessischen Landesmuseum in Darmstadt bei Heinz Tobien und danach Assistent mit einem Stipendium der Deutschen Forschungsgemeinschaft. 1964 wurde er Assistent am Paläontologischen Museum der Universität Zürich unter dem Direktor Emil Kuhn-Schnyder. 1968 wurde er Oberassistent und 1971 Konservator und Lehrbeauftragter an der Universität Zürich. Nach der Pensionierung 1993 zog er mit seiner Familie nach Mellingen AG.
Hünermanns Schwerpunkt waren fossile Säugetiere, besonders Rüsseltiere, Unpaarhufer (besonders Nashörner) und Cetartiodactyla (besonders Schweineartige) aus dem europäischen Tertiär und Quartär. Er befasste sich aber auch mit vielen anderen Säugern und Verbindungen zur Archäologie und Archäozoologie. Er hielt viele öffentliche Vorträge über seine Forschungen, erweiterte die Sammlung in Zürich mit Säugerfunden aus den tertiären Molasse-Schichten und arbeitete mit dem Gründer der Zürcher Kulturama Paul Muggler zusammen.
1973 bis 1976 war er Präsident der Schweizer Paläontologischen Gesellschaft.
Er heiratete 1964 Renate Schäfer aus Elsheim und hatte mit ihr eine Tochter (geb. 1967) und einen Sohn (geb. 1971).

## Schriften
- Die Suidae (Mammalia, Artiodactyla) aus den Dinotheriensanden (Unterpliozän ist gleich Pont) Rheinhessens (Südwestdeutschland), Birkhäuser 1968 (seine Dissertation von 1962)
- Die Glimmersandgrube am Rodenberg bei Schlattingen (Kt. Thurgau) als paläontologisches Studienobjekt in der Oberen Süsswassermolasse, Mitteilungen der Thurgauischen Naturforschenden Gesellschaft, Bd. 44, 1981, S. 7–32
- Wirbeltierreste aus der Oberen Süsswassermolasse des Irchel (Kanton Zürich), Selbstverlag der Naturwissenschaftlichen Gesellschaft Winterthur, Winterthur, 1987[1]
- Die Nashornskelette (Aceratherium incisivum Kaup, 1832) aus dem Jungtertiaer vom Hoewenegg im Hegau (Südwestdeutschland), Andrias, Band 6, Karlsruhe, 1989, S. 5–11